# Lekianoba

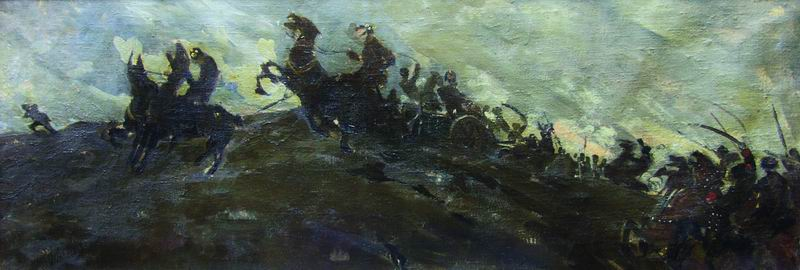
Erekle I enfrentándose a los lezguinos, por Valerian Sidamon-Eristavi.

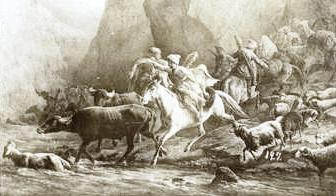
Regreso de los lezguinos tras una razia, década de 1870

Lekianoba ( en georgiano: ლეკიანობა) era el nombre dado a las razias practicadas por pueblos daguestanís en territorio georgiano entre los siglos XVI y XIX. El término deriva de leki (lezguino), término georgiano para los daguestanís, y del sufijo –anoba, que designa atribución.  
Los ataques empezaron con la desintegración del Reino de Georgia y el subsiguiente declive de sus estados sucesores frente a unos imperios persa y otomano en auge. A finales del siglo XVI, las marcas fronterizas del Reino de Kajetia, conocidas como Saingilo, fueron concedidas por shah Abás I a sus aliados daguestanís, creando una base avanzada desde las que poder atacar el núcleo georgiano.
Los ataques solieron ser de pequeña escala, pero bastante frecuentes, devastando al país con saqueos y secuestros en las poblaciones de frontera. De vez en cuando, estos ataques dieron pie a acciones bélicas significativas cuando los señores feudales del Daguestán involucraban a sus aliados persas u otomanos. Las principales víctimas fueron el Reino de Kajetia y el Reino de Kartli, los dos principados más orientales y cercanos a las tierras musulmanas. A menudo cogidos por sorpresa, los georgianos no lograron desarrollar una defensa eficaz contra las lekianoba. Se ha sugerido que el fracaso en controlar su frontera oriental podría deberse a la gran atención dada al resto de fronteras (dado el estado de guerra casi perenne entre los propios principados enfrentados entre sí) o al uso de mercenarios daguestanis por los príncipes georgianos en esas guerras, factores ambos que impidieron consolidar un estado fuerte.[cita requerida]
A comienzos de la década de 1720, el rey Vakhtang VI intensificó sus esfuerzos para contrarrestar las rutas daguestanís. En 1722, unió sus fuerzas con el zar ruso Pedro I, movilizando un gran ejército contra ellos y su patrón de entonces, el Imperio safávida en lo que fue la la guerra ruso-persa de 1722-1723. Aun así, la paz firmada entre rusos y persas obligó a Vakhtang a retirar sus tropas. Georgia volvió a perder su independencia frente a los otomanos, reiniciando las agresiones persas a través de los lezguinos durante las dos décadas siguientes. En 1744, Teimuraz II y su hijo Heraclio II recibieron los reinos de Kartli y Kajetia de su suzerano Nader Shah, uniendo sus fuerzas para enfrentar las lekianobas. De 1750 a 1755, rechazaron tres razias lezguinas mandadas por el kan avar Nursal Bek. En 1774, Heraclio II creó un ejército específico bajo el mando de su hijo Levan para controlar las fronteras. Aun así, enfrentado a una crisis interna en su reino, Heraclio fue incapaz de eliminar las amenazas provenientes de las montañas del Cáucaso. En 1785 y 1787 el kan Omar atacó Kajetia, arrasando varios pueblos fronterizos. La anexión de Georgia al Imperio ruso en 1801 supuso un punto de inflexión en las lekianovas.[cita requerida] Durante la guerra del Cáucaso, el imán Shamil invadió las marcas fronterizas de Kajetia en 1854, en lo que se considera la última lekianoba.[cita requerida]